# Play A Love Song
《Play A Love Song》為宇多田光第14張數碼單曲，於2018年4月25日發行。

## 發行背景
- 與前作《你》相隔約4個月的新數碼單曲，2018年第一首發行作品。
- 歌曲為三得利南阿爾卑斯氣泡水「SWITCH & SPARKLING」廣告曲，成為繼《道路》與《藍天中擁抱》宇多田光第三首與三得利飲料合作的歌曲[1]。
- 作為歌曲的宣傳，雜誌《SWITCH》五月號以「WHERE IS YOUR SWITCH?」為題材準備了宇多田光的特集，其本人亦登上雜誌封面並接受訪問[2]。

## 商業成績
- 發行後旋即登上日本國內iTunes、RecoChoku等5個主要下載網站榜首，並登上台灣、香港、菲律賓與新加坡等6個地區的綜合與J-POP下載排行榜冠軍[3]。
- 發行首週以34,966首下載量空降Oricon單曲下載榜冠軍，使宇多田成為史上首位連續兩作獲得單曲下載榜冠軍的歌手[4]。

## 資料來源
1. ↑  . Tower Records. 2018-04-19  [2018-06-29]. （原始内容存档于2018-06-29）.
2. ↑  . Cinra.net. 2018-04-19  [2018-06-29]. （原始内容存档于2018-06-29）.
3. ↑  . MOSHI MOSHI NIPPON. 2018-04-28  [2018-06-29]. （原始内容存档于2018-06-29）.
4. ↑  . Music Voice. 2018-05-01  [2018-06-27]. （原始内容存档于2018-06-27）.

## 外部連結
- 三得利 南阿爾卑斯氣泡水×宇多田光 (SWITCH & SPARKLING! SUNTORY!)特設網站（页面存档备份，存于）（日語）
- YouTube上的「三得利南阿爾卑斯氣泡水」『SWITCH&SPARKLING!』篇60秒廣告（日語）